# Distrito de Surendranagar
Surendranagar (en guyaratí; સુરેન્દ્રનગર જિલ્લો) es un distrito de India en el estado de Guyarat. Código ISO: IN.GJ.SN.
Comprende una superficie de 10 489 km².
El centro administrativo es la ciudad de Surendranagar. Otra ciudad del distrito es Adariyana.

## Demografía
Según censo 2011 contaba con una población total de 1 755 873 habitantes.

## Localidades
- Chotila